# Bulbophyllum folliculiferum
Bulbophyllum folliculiferum là một loài phong lan thuộc chi Bulbophyllum.